# ラファエル (ファッションモデル)
ラファエル（RAFAEL、1984年11月18日 - ）はブラジル出身の男性ファッションモデル、アーティスト。
ドーモ所属。

## 人物・来歴
趣味は絵、楽器、パフォーマンス、自然観察。特技はポルトガル語。
雑誌MEN'S NON-NOなどファッション雑誌や、ファッションショーのモデルとして活躍。
4歳から絵を描き始め、個展を開くなどアーティストとしての活動も展開している。

## 出演

### 雑誌
- MEN'S NON-NO
- smart
- POPEYE
- HUgE
- FUDGE

### ショー
- LAD MUSICIAN
- N.HOOLYWOOD
- ILIAD
- HERMES
- NUMBER (N)INE
- AMBIANCE
- Roen
- TAKEO KIKUCHI
- soe

## 参考
- “メンノンモデルのラファエル・リマ・イトウ絵画展、横浜で開催”.   fashion headline (2014年7月6日). 2015年4月17日閲覧。